# Max Strus
Max Strus (Cook megye, 1996. március 28. –) amerikai kosárlabdázó, a Cleveland Cavaliers játékosa a National Basketball Associationben (NBA).
Chicagóban született, középiskolás korában kosárlabdázott és baseballt is játszott. Mindössze egy első divíziós NCAA-csapattól kapott ajánlatot, így a második divízióban szereplő Lewis Egyetem mellett döntött, ahol idősebb testvére is játszott. Itt két szezont töltött el, mindkét évben megválasztották a főcsoport egyik legjobbjának. Ezt követően bejelentette, hogy elhagyja az iskolát, hogy az első divízióban játszhasson, a szülővárosában található DePaul szerezte meg.
A 2019-es NBA-drafton egy csapat se választotta ki, de a Boston Celtics leszerződtette. Ennek ellenére szerződését még a szezon kezdete előtt felbontották és visszatért Chicagóba, ezúttal a Bulls játékosaként. A szezonban játszott a Bulls G-League-csapata, a Windy City Bulls színeiben is, ahol 12 hónapos sérülést szenvedett. 2020-ban leigazolta a Miami Heat, ahol kiemelkedően sokat fejlődött, első két szezonjában már 10 pont fölött átlagolt, annak ellenére, hogy a Bulls játékosaként hat pontot is alig ért el mérkőzésenként. Fontos szerepe volt a Heat döntőbe jutásában 2023-ban.

## Statisztika

### Egyetem

#### NCAA II
| Év      | Csapat       | JM | KM | JP/M | MG%  | 3P%  | BD%  | LP/M | GP/M | L/M | B/M | P/M  |
| ------- | ------------ | -- | -- | ---- | ---- | ---- | ---- | ---- | ---- | --- | --- | ---- |
| 2014–15 | Lewis Flyers | 31 | 31 | 28,8 | .521 | .352 | .773 | 5,3  | 2,2  | 1,5 | 0,8 | 13,3 |
| 2015–16 | Lewis Flyers | 33 | 33 | 36,2 | .455 | .360 | .823 | 8,4  | 3,5  | 1,2 | 0,8 | 20,2 |
| Karrier | Karrier      | 64 | 64 | 32,6 | .479 | .357 | .807 | 6,9  | 2,9  | 1,4 | 0,8 | 16,8 |

#### NCAA I
| Év      | Csapat             | JM | KM | JP/M | MG%  | 3P%  | BD%  | LP/M | GP/M | L/M | B/M | P/M  |
| ------- | ------------------ | -- | -- | ---- | ---- | ---- | ---- | ---- | ---- | --- | --- | ---- |
| 2017–18 | DePaul Blue Demons | 31 | 31 | 35,6 | .408 | .333 | .803 | 5,7  | 2,7  | 1,3 | 0,5 | 16,8 |
| 2018–19 | DePaul Blue Demons | 35 | 35 | 37,4 | .429 | .363 | .842 | 5,9  | 2,2  | 0,9 | 0,5 | 20,1 |
| Karrier | Karrier            | 66 | 66 | 36,6 | .420 | .350 | .825 | 5,8  | 2,5  | 1,1 | 0,5 | 18,6 |

### NBA

#### Alapszakasz
| Év      | Csapat              | JM  | KM  | JP/M | MG%  | 3P%  | BD%   | LP/M | GP/M | L/M | B/M | P/M  |
| ------- | ------------------- | --- | --- | ---- | ---- | ---- | ----- | ---- | ---- | --- | --- | ---- |
| 2019–20 | Chicago Bulls       | 2   | 0   | 3,0  | .667 | .000 | 1.000 | 0,5  | 0,0  | 0,0 | 0,0 | 2,5  |
| 2020–21 | Miami Heat          | 39  | 0   | 13,0 | .455 | .338 | .667  | 1,1  | 0,6  | 0,3 | 0,1 | 6,1  |
| 2021–22 | Miami Heat          | 68  | 16  | 23,3 | .441 | .410 | .792  | 3,0  | 1,4  | 0,4 | 0,2 | 10,6 |
| 2022–23 | Miami Heat          | 80  | 33  | 28,4 | .410 | .350 | .876  | 3,2  | 2,1  | 0,5 | 0,2 | 11,5 |
| 2023–24 | Cleveland Cavaliers | 70  | 70  | 32,0 | .418 | .351 | .794  | 4,8  | 4,0  | 0,9 | 0,4 | 12,2 |
| 2024–25 | Cleveland Cavaliers | 50  | 37  | 25,5 | .442 | .386 | .824  | 4,3  | 3,2  | 0,5 | 0,2 | 9,4  |
| Karrier | Karrier             | 309 | 156 | 25,5 | .427 | .368 | .812  | 3,4  | 2,4  | 0,6 | 0,2 | 10,4 |

#### Play-in
| Év      | Csapat     | JM | KM | JP/M | MG%  | 3P%  | BD%   | LP/M | GP/M | L/M | B/M | P/M  |
| ------- | ---------- | -- | -- | ---- | ---- | ---- | ----- | ---- | ---- | --- | --- | ---- |
| 2023    | Miami Heat | 2  | 2  | 30,0 | .429 | .471 | 1.000 | 5,5  | 0,5  | 0,5 | 0,0 | 17,0 |
| Karrier | Karrier    | 2  | 2  | 30,0 | .429 | .471 | 1.000 | 5,5  | 0,5  | 0,5 | 0,0 | 17,0 |

#### Rájátszás
| Év      | Csapat              | JM | KM | JP/M | MG%  | 3P%  | BD%   | LP/M | GP/M | L/M | B/M | P/M  |
| ------- | ------------------- | -- | -- | ---- | ---- | ---- | ----- | ---- | ---- | --- | --- | ---- |
| 2021    | Miami Heat          | 2  | 0  | 2,9  | .000 | -    | -     | 0,0  | 0,0  | 0,0 | 0,0 | 0,0  |
| 2022    | Miami Heat          | 18 | 18 | 29,0 | .374 | .331 | .722  | 4,1  | 2,1  | 0,8 | 0,4 | 10,9 |
| 2023    | Miami Heat          | 23 | 23 | 28,1 | .402 | .319 | .800  | 3,6  | 1,4  | 0,3 | 0,3 | 9,3  |
| 2024    | Cleveland Cavaliers | 12 | 12 | 36,1 | .408 | .347 | 1.000 | 5,3  | 2,9  | 0,8 | 0,0 | 9,5  |
| 2025    | Cleveland Cavaliers | 9  | 9  | 28,1 | .416 | .388 | .833  | 5,7  | 3,9  | 0,7 | 0,2 | 11,7 |
| Karrier | Karrier             | 64 | 62 | 29,1 | .395 | .339 | .796  | 4,2  | 2,2  | 0,6 | 0,3 | 9,8  |